# Почесна відзнака «За заслуги у захисті прав людини»
Почесний знак «За заслуги у захисті прав людини» — польська відомча відзнака яка вручається  Уповноваженим з прав людини. 
Почесний знак «За заслуги у захисті прав людини» — польська відомча цивільна відзнака, яка вручається Уповноваженим з прав людини за власною ініціативою або на прохання:
- міністр або керівник центрального апарату;
- орган місцевого самоврядування;
- ректор університету чи іншого вищого навчального закладу, що провадить викладацьку та наукову діяльність у сфері захисту прав людини;
- громадська організація, статутною діяльністю якої є захист прав людини;
- голова дипломатичного представництва або консульської установи Республіки Польща.

Нагрудний знак може бути вручений одній особі лише один раз.
Нагрудний знак встановлений розпорядженням Президента Республіки Польща від 2 листопада 2009 року як почесна відзнака і може нагороджуватися громадянами Республіки Польща, громадянами іноземних держав, організаціями чи установами, що знаходяться на території Республіки Польща чи за її межами, за особливі заслуги у сфері захисту прав людини.

## Опис відзнаки
Знак являє собою круглу срібну медаль діаметром 32 мм , з вушком та кільцем для підвішування на ленті оливкового кольору шириною 36 мм з двома сапфіровими смугами шириною 6 мм. На лицевій стороні викарбувано напис латиною, - IUSTITIAS VESTRAS IUDICABO (Я буду судити твою справедливість), в низу увінчаний рослинним мотивом, посередині розміщено опуклий знак Уповноваженого з прав людини, на якому зображено старовинний храм із колонами зі стилізованими людськими фігурами. На реверсі  рельєфним великим написом навколо "RZECZNIK PRAW OBYWATELSKICH" -  перериваним унизу рельєфною монограмою з літер RP, що символізують Республіку Польща, у центрі міститься мініатюрний рельєфний напис у два рядки Hominum/Causa.

## Нагороджені
10 грудня 2009 року під час польського святкування Дня прав людини Омбудсман Януш Кохановський оголосив імена людей та організацій, які вперше були нагороджені почесним знаком «За заслуги у захисті прав людини». 
Першими отримувачами були:
- Єжи Овсяк;
- Пьотр Павловський;
- Карітас Польща  -католицька благодійна організація (входить до міжнародної організації , що налічує 49 організацій, які діють у 46 європейських країнах)